# Marc Cosconi (tribú)
Marc Cosconi (en llatí Marcus Cosconius) va ser un militar romà del segle iii aC. Formava part de la gens Coscònia, una gens romana d'origen plebeu.
Era tribú militar de l'exèrcit del pretor Publi Quintili Var. Va morir en una batalla contra Magó Barca en terres dels gals ínsubres l'any 203 aC.